# Hedwig Bollhagen

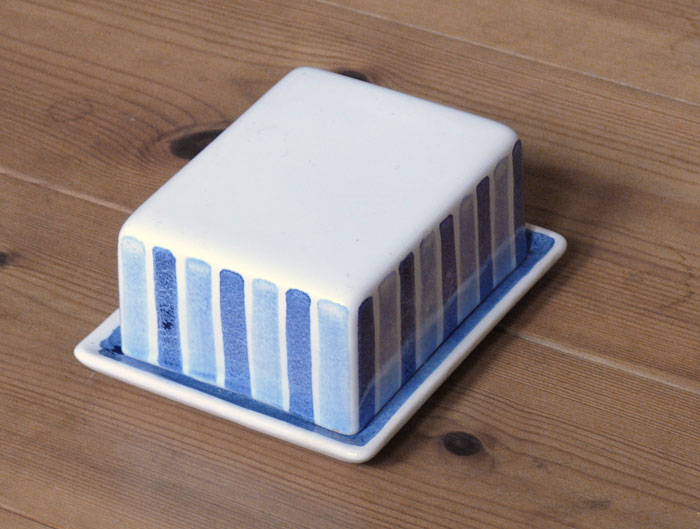
Keramik från HB.

Hedwig Bollhagen, född 10 november 1907 i Hannover, död 8 juni 2001 i Marwitz i Oberkrämers kommun nordväst om Berlin, var en tysk keramiker som tillhörde de främsta inom modernismen och som grundade HB-Werkstätten für Keramik i Marwitz, där hon även var konstnärlig ledare. Bollhagen ledde från 1934 och fram till sin död HB som utvecklade det moderna tyska vardagsporslinet.
Bollhagen föddes och växte upp i Hannover. Efter studierna gjorde hon praktik i en keramikverkstad i Grossalmerode och gjorde även en period på den statliga konstakademin i Kassel innan hon 1925-1927 var elev på den keramiska fackskolan i Höhr-Grenzhausen. 1926 var hon volontör hos Gertud Kraut i Hameln. 1927-1931 var hon anställd som formgivare och ledare för måleriavdelningen på stengods- och fajansfabriken Velten-Vordamm i Velten. Den ekonomiska världskrisen ledde till att fabriken stängde och de kommande åren följde olika anställningar runt om i Tyskland.
1934 övertog hon tillsammans med Heinrich Schild det nerlagda Haël-Werkstätten für Künstlerische Keramik i Marwitz nordväst om Berlin som blev HB-Werkstätten für Keramik. Här började hon utforma och tillverka bruksporslin. Hennes i form och dekor tidlösa vardagsporslin som lyckas förena allmogetradition med Bauhausestetiken har gett Bollhagen och HB ett namn internationellt.
Efter andra världskriget valde Schild att lämna Marwitz för ett liv i Västtyskland. Bollhagen kom nu ensam att driva tillverkningen vidare i vad som 1949 blev Östtyskland. Det var stora problem med råvarubrist och brist på produktionsutrustning. Företaget kunde leva vidare och tilläts vara fortsatt privat fram till 1972 då det förstatligades. Bollhagen stannade kvar i företaget som konstnärlig ledare. Hon återfick företaget i samband med Tysklands återförening och den återprivatisering som genomfördes av Treuhand.
Verk av Bollhagen finns bland annat permanent utställda i keramikmuseet i Velten norr om Berlin.